# 诺拉普
诺拉普，是匈牙利维斯普雷姆州所辖的一个村，总面积7.58平方公里，总人口197，人口密度26.0人/平方公里（2010年1月1日）。